# Europa (Schiff, 1953)
Die vierte Europa war ein Passagierschiff des Norddeutschen Lloyd, das in den 1960er Jahren den Übergang von der Linienschifffahrt zur Kreuzschifffahrt einleitete.

## Geschichte

### Svenska Amerika Linien

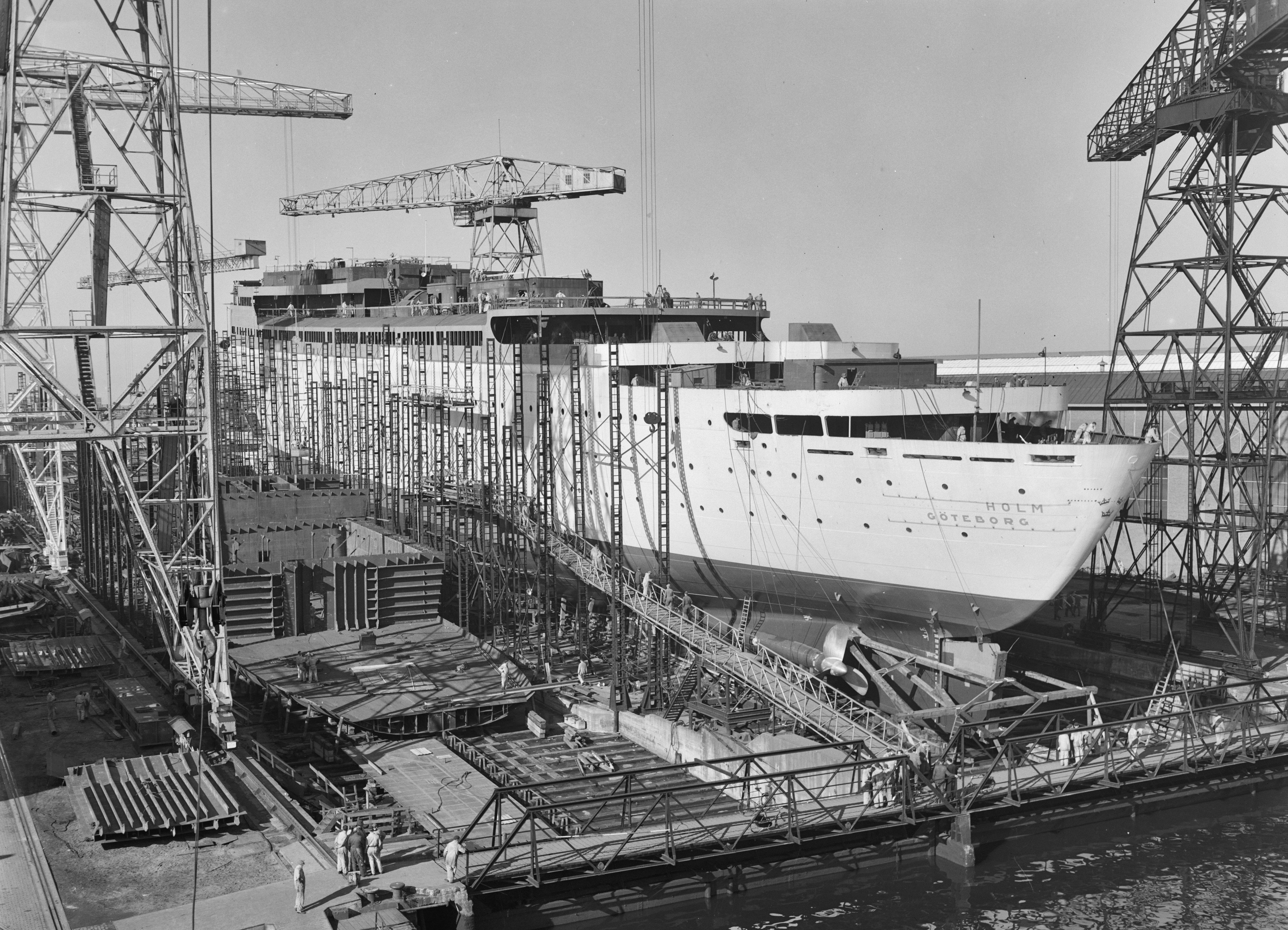
Die Kungsholm 1952 während des Baus

Das Schiff wurde am 1. April 1950 von der Svenska Amerika Linien in Göteborg bei der niederländischen Werft Koninklijke Maatschappij „De Schelde“ in Auftrag gegeben.
Die Svenska Amerika Linjen hatte die Kungsholm beim Entwurf sowohl für eine Nutzung als Linienpassagierschiff, als auch als Kreuzfahrtschiff ausgelegt. Die technischen Einrichtungen entsprachen dem neuesten Stand der Technik. Das Schiff verfügte über eine Trinkwassererzeugungsanlage, und alle Kabinen waren klimatisiert. Wie alle modernen Fahrgastschiffe war auch die Kungsholm mit Stabilisatoren ausgerüstet, deren Flossen bei Seegang durch einen Knopfdruck von der Brücke aus ausgefahren werden konnten und dem Schiff eine ruhigere Lage gaben. Die Kungsholm hatte neun Decks und maß vom Kiel bis zur Spitze ihres vorderen Mastes 56,5 Meter. Sie wurde am 18. Oktober 1952 als Kungsholm zu Wasser gelassen und am 30. September 1953 an die Auftraggeber abgeliefert. Am 24. November 1953 trat das neue Schiff schließlich seine Jungfernfahrt von Göteborg nach New York an. Nach rund zwölf Jahren wurde die Kungsholm durch einen gleichnamigen Neubau ersetzt, und die schwedische Reederei veräußerte das Schiff an den Norddeutschen Lloyd (NDL), der es am 5. Oktober 1965 übernahm.

### Norddeutscher Lloyd und Hapag-Lloyd

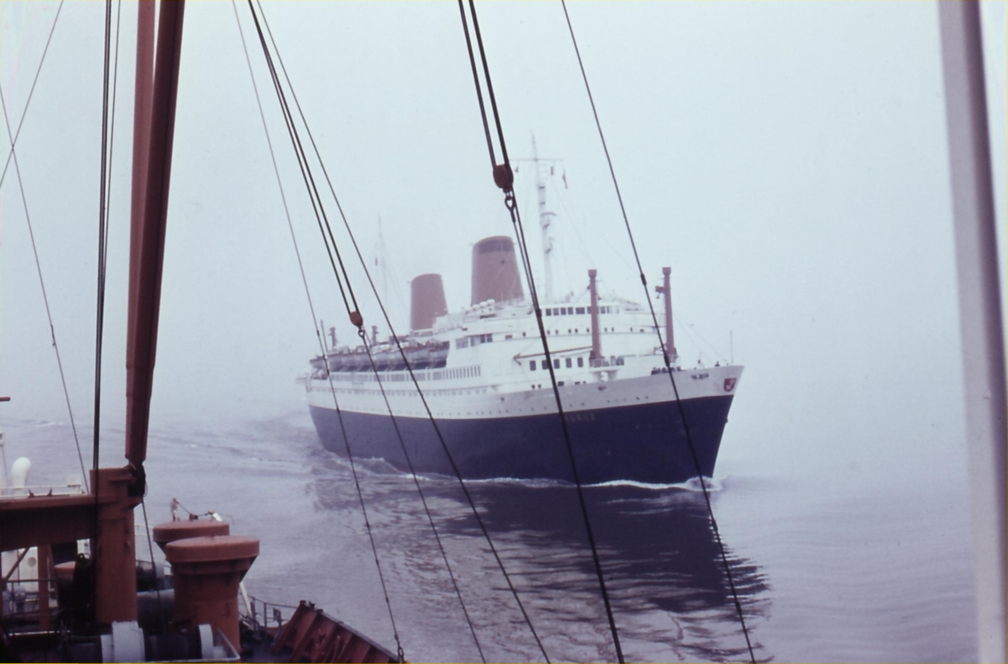
Die Europa 1966 auf der Außenweser

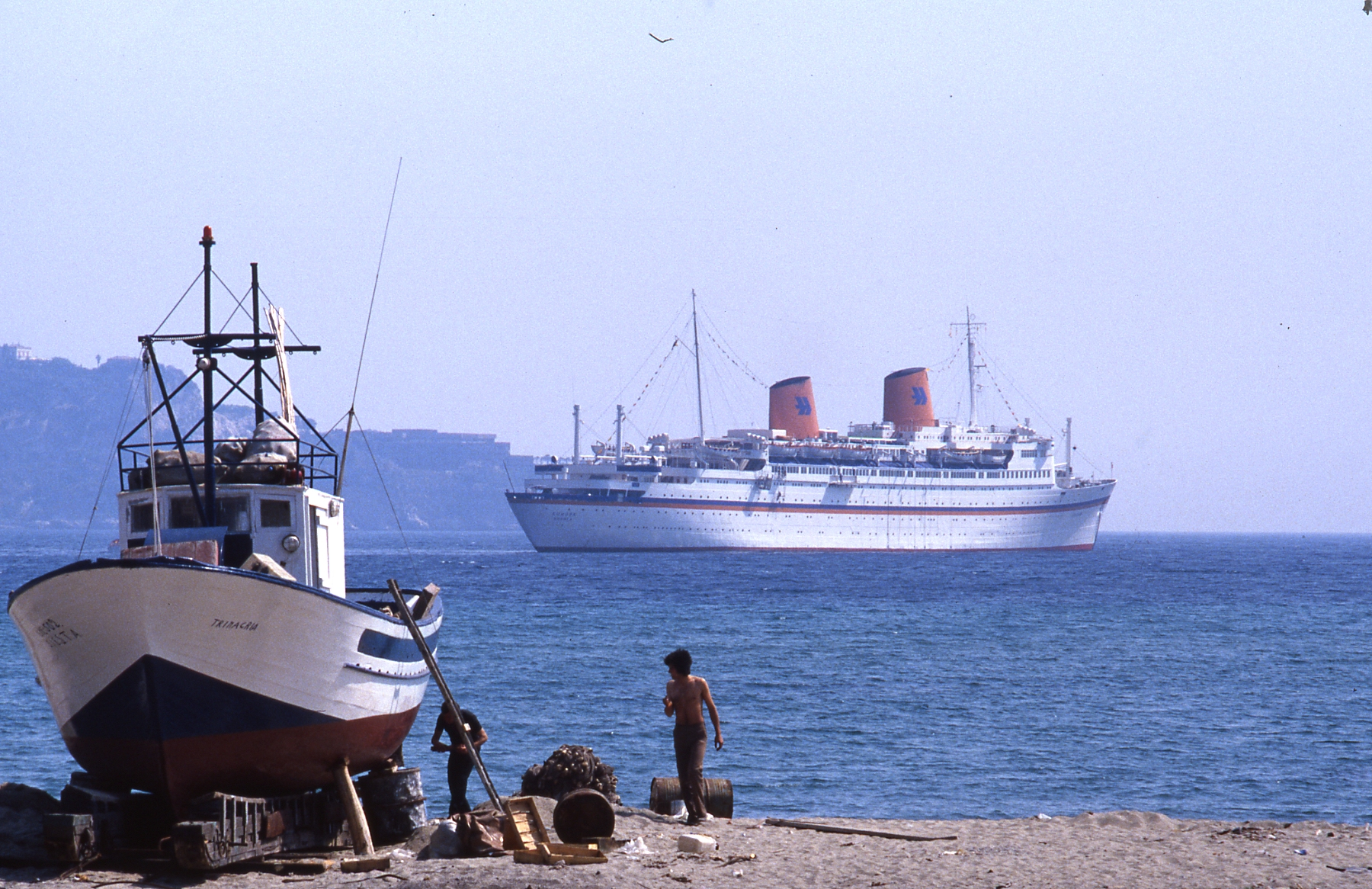
Die Europa 1979 vor Sizilien

Große Umbauten waren nicht nötig, um aus der erst 12 Jahre alten ehemaligen Kungsholm eine den Vorstellungen des Lloyd entsprechende Europa zu machen. Der bislang weiße Rumpf erhielt den für NDL-Passagierschiffe typischen schwarzen Anstrich. Die großen Gesellschaftsräume auf dem Verandadeck wurden nahezu unverändert übernommen. Auch die Passagierunterkünfte blieben fast unverändert. Im Hauptdeck entstanden noch acht neue Kabinen. Neu war die „Taverne“ auf dem Sportdeck. Sie war als Mehrzweckbau tagsüber eine überdachte Sportstätte und konnte mit wenigen Griffen in ein stilvolles Weinlokal verwandelt werden. Komplett umgebaut wurde auf der neuen Europa die Küche, denn sie war auf der Kungsholm vornehmlich auf kalte schwedische Speisen eingestellt. Jetzt wurde sie nach den speziellen Erfordernissen eines deutschen Küchenbetriebs und mit allen Finessen gastronomischer Rationalisierung eingerichtet. Lediglich überprüft und neu abgenommen wurden die Sicherheits- und Feuerlöscheinrichtungen des Schiffes. Das in elf wasserdichte Abteilungen eingeteilte Schiff verfügte über 16 Rettungsboote und führte außerdem 16 Rettungsinseln mit. Zu der im Feuerschutz ausgebildeten Mannschaft gehörten drei Berufsfeuerwehrleute, die Tag und Nacht auf dem Schiff patrouillierten.
Am 9. Januar 1966 legte das dritte und neueste Fahrgastschiff des Norddeutschen Lloyd, die 21511 BRT große Europa zu ihrer Jungfernreise von der Bremerhavener Columbuskaje ab. Das Schiff fuhr mit 360 Reisenden an Bord um Schottland nach Halifax in Kanada und von dort nach New York, von wo aus es vom 22. Januar an sieben Kreuzfahrten in die Karibische See / Westindien unternahm. Die Europa traf erst am 7. Mai wieder in Bremerhaven ein. Später nahm sie den regelmäßigen Nordatlantikdienst zwischen Bremerhaven und New York auf, wobei in der Folgezeit zusammen mit Bremen und Hanseatic einzelne Kreuzfahrten durchgeführt wurden. – Das Vorstandsmitglied Richard Bertram vom Norddeutschen Lloyd erklärte, dass die Bremer Großreederei die neue Europa mit großer Zuversicht auf die Reise schickte. Trotz des immer größeren Wettbewerbs in der Passagierschiffahrt und des sich ständig vergrößernden Missverhältnissen zwischen Kosten und Erträgen sei der Lloyd überzeugt, dass die Qualität des Schiffes und der zunehmende Trend zur komfortablen Erholungsreise eine gute Marktposition sichern werde.
Kapitän war Carl-Otto Efferoth, der davor Kapitän auf dem NDL-Passagierschiff Berlin gewesen war. Ihm unterstanden 405 Mann Besatzung bei maximal 785 Passagieren. 213 Mitglieder seiner Mannschaft lieferten als Bedienungspersonal den berühmten Lloyd-Service. Für die gesamte Hotellerie und Gastronomie auf der Europa war der 36 Jahre alte Hans Jürgen Breckwoldt verantwortlich. Er trug als drittwichtigster Mann nach dem Kapitän und dem Leitenden Ingenieur den neu geschaffenen Titel eines Schiffsintendanten. Seine Arbeit entlastete nicht nur den Kapitän, sondern machte auch den Posten eines Oberzahlmeisters überflüssig.
Nachdem der NDL diese vierte Europa ab 1966 zuerst als Linienschiff von Bremerhaven nach New York einsetzte, sah man schon bald ein, dass die Linienschifffahrt gegenüber dem Flugverkehr keine Chance mehr hatte. 1966 erfolgte die erste Kreuzfahrt zum Nordkap. Danach wurden nur noch wenige Linienreisen nach New York durchgeführt – es überwogen die Fahrten ins Mittelmeer, in die Karibik und nach Skandinavien.

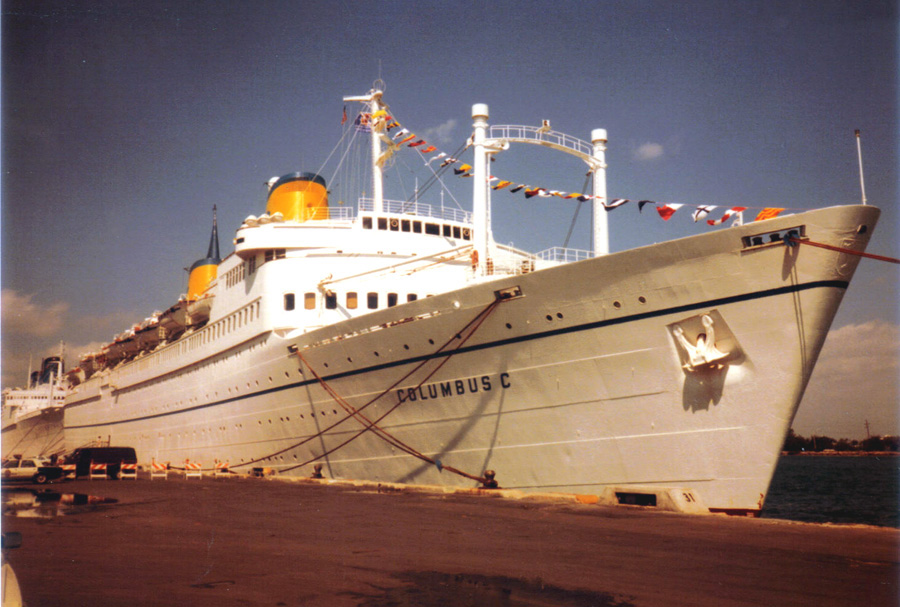
Als Columbus C 1984 in Miami

1970 fusionierte die Hapag mit dem Norddeutschen Lloyd. 1973 erfolgte der Rückzug aus dem Geschäft der Linienreisen, man setzte die Europa – nunmehr in der neuen Hapag-Lloyd-Farbgebung mit weißem Rumpf – nur noch für Luxuskreuzfahrten ein.
1981 erfolgte die Außerdienststellung nach 1.045.000 Seemeilen, 34 Atlantiküberquerungen, 315 Kreuzfahrten und insgesamt 184.000 Passagieren. Die Europa wurde durch einen gleichnamigen Neubau ersetzt und an die italienische Costa-Linie verkauft, die das Schiff als Columbus C unter panamaischer Flagge einsetzte.

### Das Ende
Am 29. Juli 1984 rammte die Columbus C in Cádiz mit der Steuerbordseite eine Mole, was einen starken Wassereinbruch zur Folge hatte. Das Schiff bekam starke Schlagseite und wurde evakuiert, in den Hafen geschleppt und am Kai vertäut. Da die Beseitigung der Schäden am Rumpf als zu aufwendig und vor allem zu teuer angesehen wurden, entschied sich die Reederei gegen eine Instandsetzung des mittlerweile über 30 Jahre alten Schiffs und erklärte die Columbus C zum Totalverlust. Das Schiff wurde schwimmfähig gemacht und nach Barcelona geschleppt, wo es am 2. April 1985 eintraf und anschließend verschrottet wurde.

## Trivia
1972 war die Europa einer der Drehorte für die Pilotfolge Die Gelsenkirchener Odyssee der Fernsehserie Tegtmeiers Reisen. Ebenso wurde 1978 die komplette Episode Didis erste Schiffsreise aus der Fernsehserie Nonstop Nonsens auf dem Schiff gedreht.
Unter Seeleuten galt die Europa wegen ihrer hohen Aufbauten als Schaukelpferd bei starkem Wellengang.